# Chuleta de cerdo

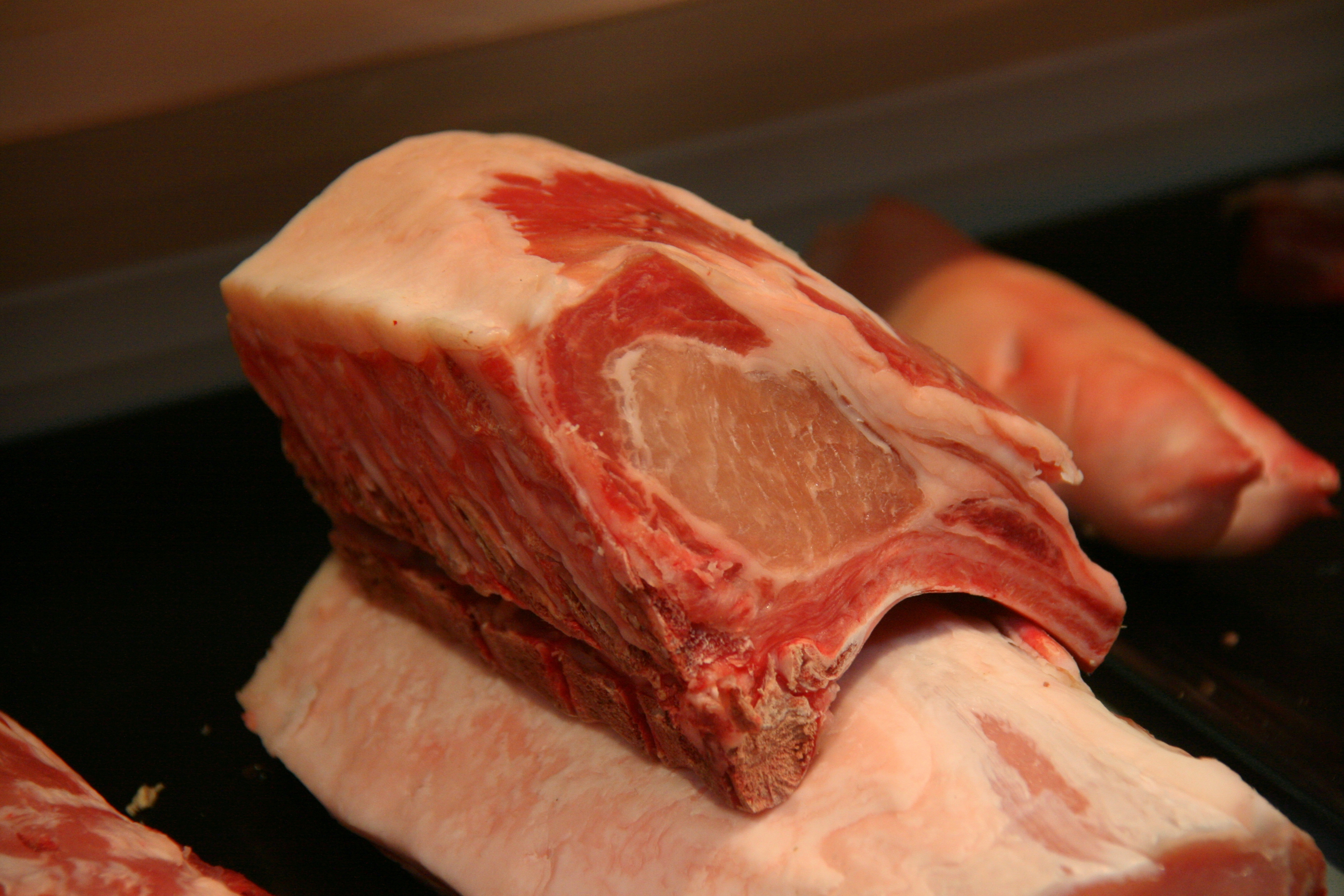
Chuleta de cerdo.

Una chuleta de cerdo es un corte de carne obtenido del espinazo del puerco. Una chuleta de cerdo adulto suele contener parte de una vértebra y parte de su correspondiente costilla, y en general es lo bastante grande como para ser servida como porción individual para una persona. En el caso de las chuletas de cordero, en cambio, para una sola persona se suelen servir varias chuletas, pues en el cordero son más pequeñas que en el cerdo.
Las chuletas de cerdo pueden venderse marinadas para darles más sabor. Como el cerdo necesita ser cocinado durante más tiempo que la ternera, y por tanto existe el riesgo de secar demasiado la carne, las chuletas de cerdo pueden curtirse en salmuera para que retengan la humedad.
Estas chuletas se pueden vender tanto frescas como ahumadas.

## Variantes
El corte central o chuleta de lomo de cerdo incluye un hueso grande en forma de T y es estructuralmente similar al chuletón de ternera. Las chuletas de costilla provienen de la porción de costilla del lomo y son similares a los filetes de costilla. Las chuletas de cuchilla u hombro provienen de la columna vertebral y tienden a contener mucho tejido conectivo. La chuleta de solomillo se toma del extremo (trasero) de la pierna y también contiene mucho tejido conectivo. El extremo del hombro produce chuletas que son considerablemente más gruesas que las chuletas tomadas del extremo del lomo. 
El "Iowa Chop" es un corte central grande y grueso con su nombre acuñado en 1976 por la Asociación de Productores de Cerdo de Iowa debido a que el estado produce más carne de cerdo que cualquier otro en la nación.  El lomo cortado al centro a menudo tiene más de 1 pulgada (2,5 cm) de grosor, y se compara con un corte de calidad de carne de res debido a su tamaño y ternura. 
Una "chuleta de tocino" se corta desde el extremo del hombro y deja la carne de panceta de cerdo adherida.  Las chuletas de cerdo a veces se venden marinadas, o se pueden preparar en casa para agregar sabor; Los adobos como una salsa de chile o una salsa de barbacoa son comunes. Como la carne de cerdo a menudo se cocina más a fondo que la carne de res, corriendo así el riesgo de secarse, las chuletas de cerdo se pueden salmuerar para mantener la humedad.  También se pueden envolver chuletas de cerdo en tocino para agregar más humedad durante el proceso de cocción.

## Preparación

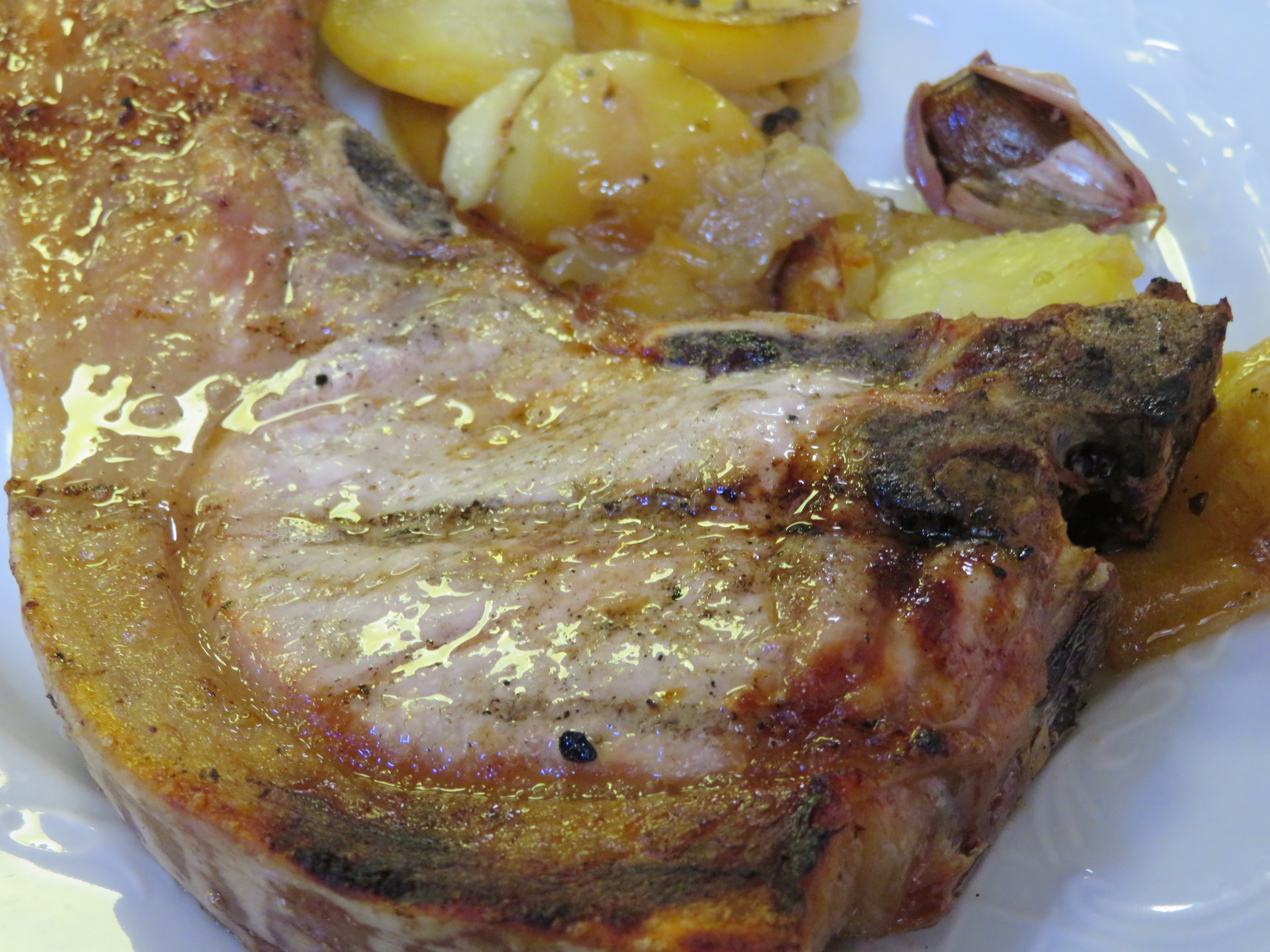
Chuleta de cerdo cocinada a la parrilla (Albarracín).

Las chuletas de cerdo son adecuadas para asar, asar a la parrilla o freír, pero también hay recetas rellenas. Se pueden usar sin hueso o con hueso. Las chuletas de cerdo generalmente se cortan entre 1/2 y 2 pulgadas (1 y 5 centímetros) de grosor. Las técnicas de cría mejoradas han hecho posible cocinar la carne de cerdo a una temperatura más baja, lo que ayuda a que permanezca jugosa, sin dejar de ser segura para comer.  Las directrices del gobierno de los Estados Unidos recomiendan una temperatura mínima de cocción de 145 °F (63 °C). 
Es un corte versátil de carne, que se puede transformar en muchos platos y recetas diferentes.